# 테논토사우루스
테논토사우루스(Tenontosaurus)는 중생대 백악기 전기(약 1억 1,000만년 전~9,800만년 전), 미국에서 서식한 초식공룡이다. '조반목'-'조각하목'-'테논토사우루스과'에 속한다. 학명의 의미는 ‘힘줄 도마뱀’이다. 전체 몸 길이는 약 6.5m~8m, 높이는 2.2m, 체중은 1t~2t 정도 되었을 것으로 추정된다. 화석은 미국에서 발견되었다.